# Echte kamille
Echte kamille (Matricaria chamomilla) is een eenjarige plant uit de composietenfamilie (Asteraceae). De soort komt overal in Europa voor en wordt op grote schaal geteeld in Hongarije en Oost-Europa.

## Kenmerken
De echte kamille heeft meestal een vrij sterke, zoete geur. De plant kan 20-40 cm hoog worden. De stengels staan rechtop en zijn vertakt. Het blad is twee- tot drievoudig veerdelig met lange, smalle, lijnvormige slippen.
Echte kamille bloeit van mei tot eind september. Het 1-1,5 cm brede bloemhoofdje heeft een witte stralenkrans van lintbloemen en in het hart vijftandige buisbloempjes. De omwindselbladen hebben geen bruine rand, maar ze kunnen wel een bruinachtige top hebben. De bloembodem is hol. De witte lintbloemen buigen 's nachts en aan het eind van de bloei naar beneden. De hoofdjes zijn tamelijk lang gesteeld. Tijdens de bloei verlengt de bloemhoofdjesbodem zich en wordt kegelvormig.
De vrucht is een afgerond, 2 mm lang nootje.

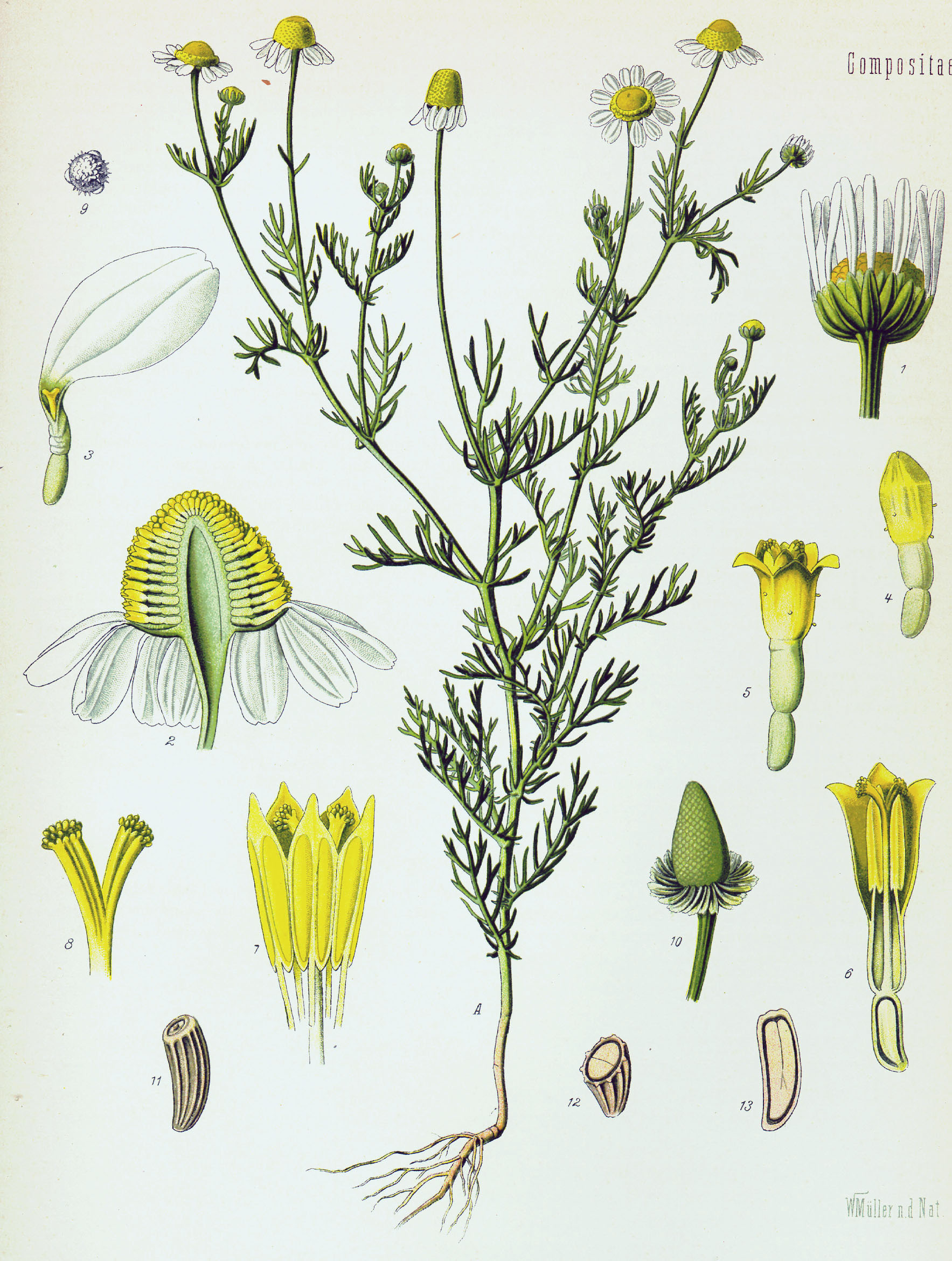
Illustratie
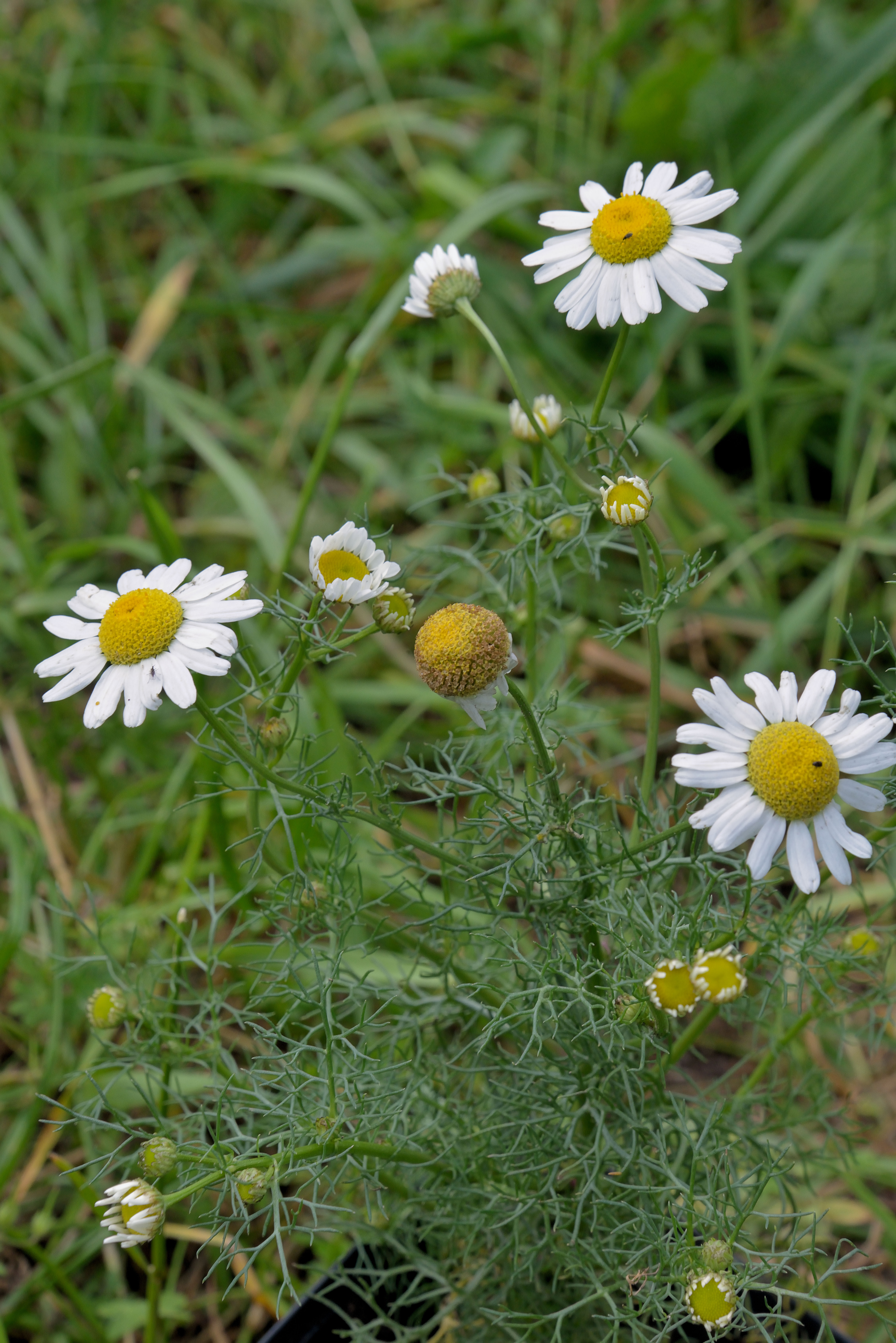
Overdag
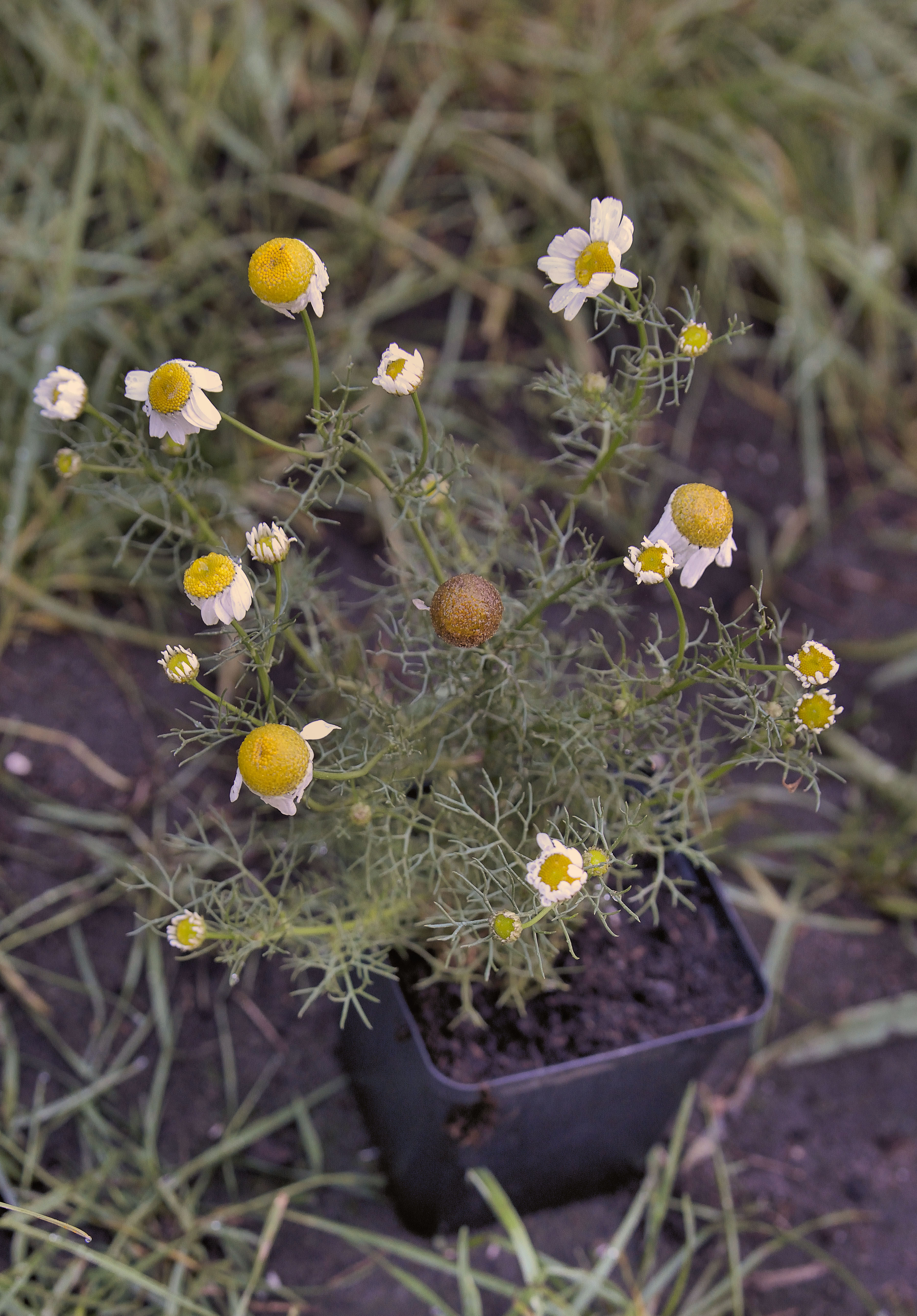
's Nachts
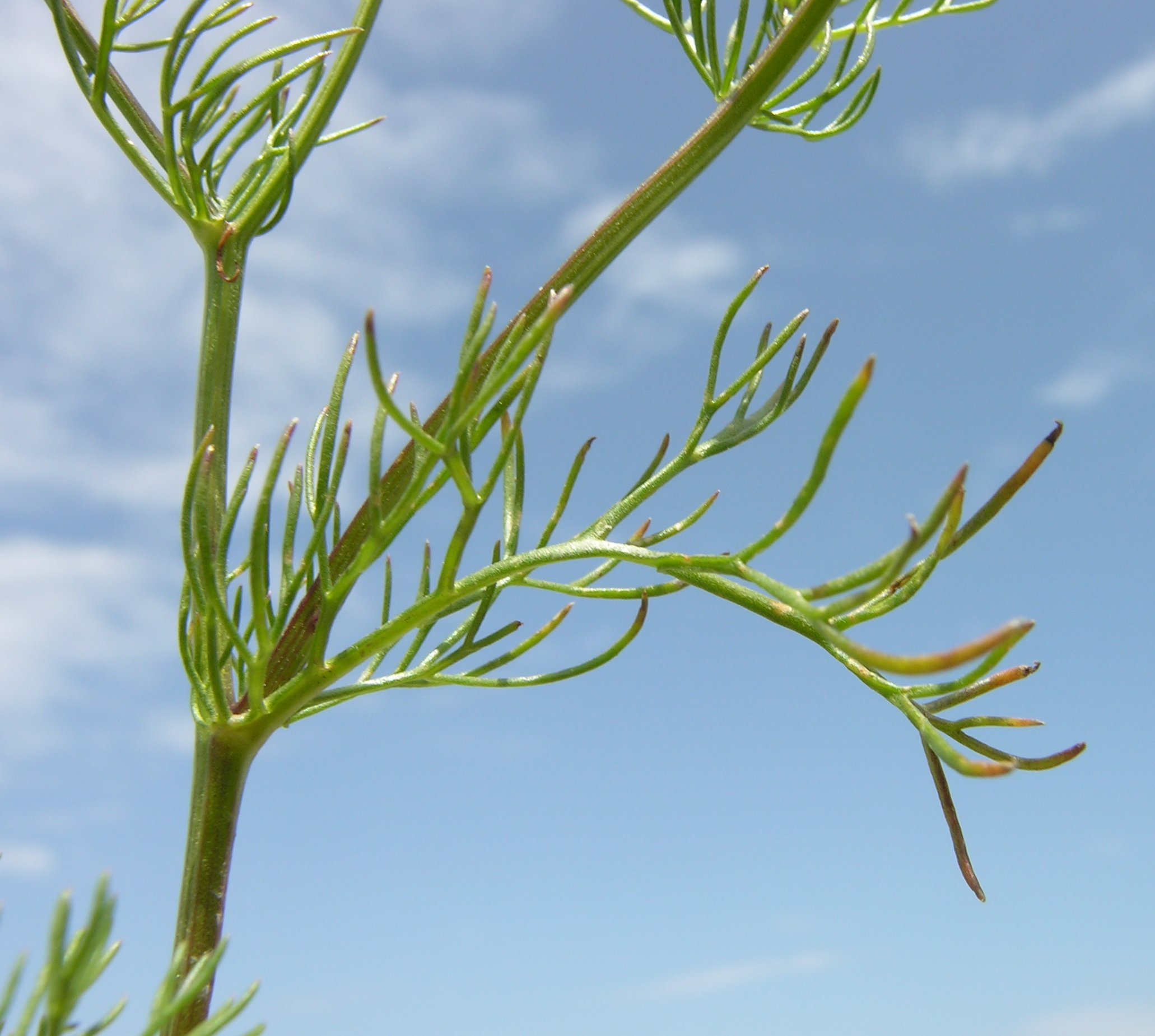
Blad
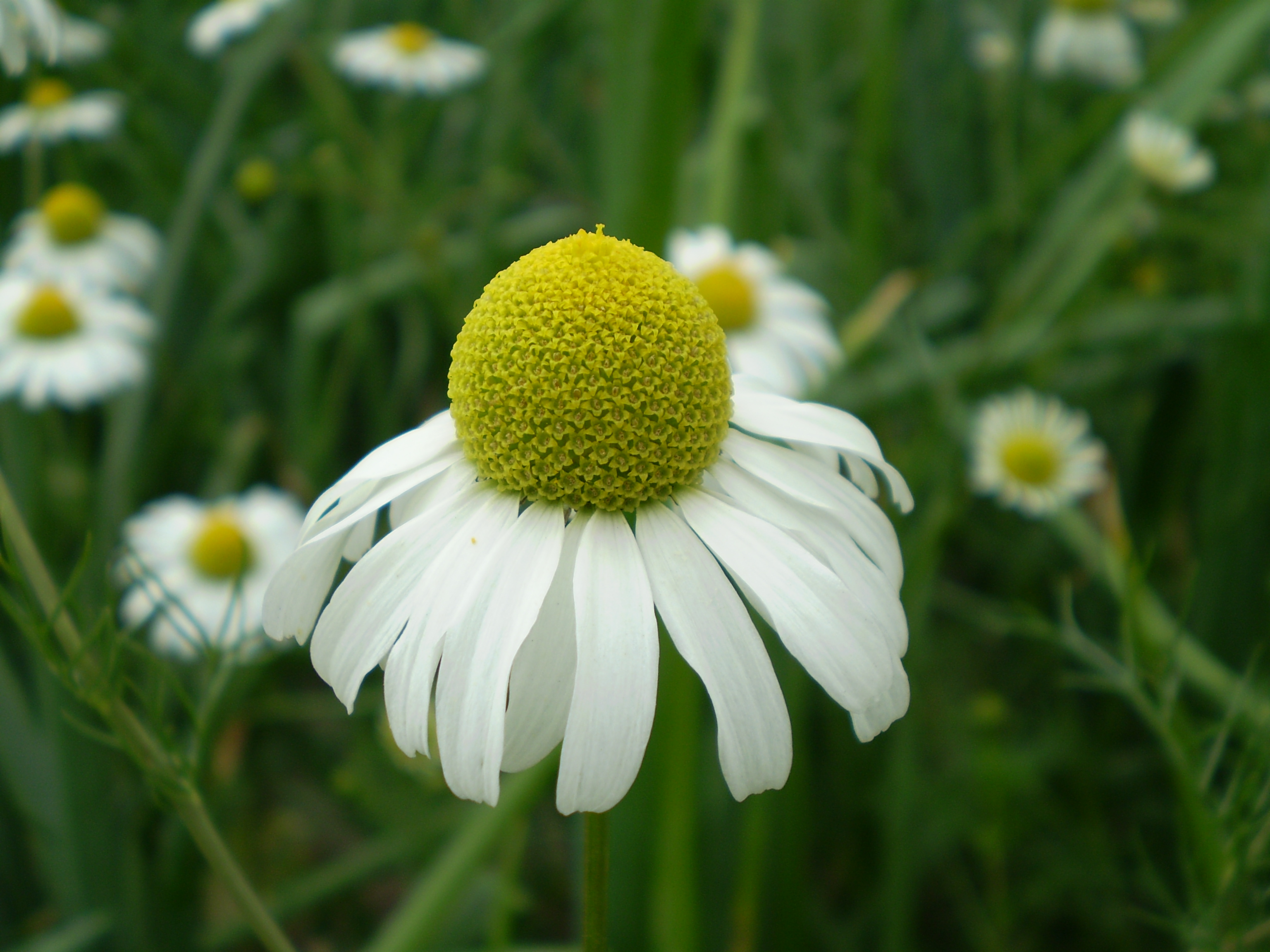
Bloemhoofdje
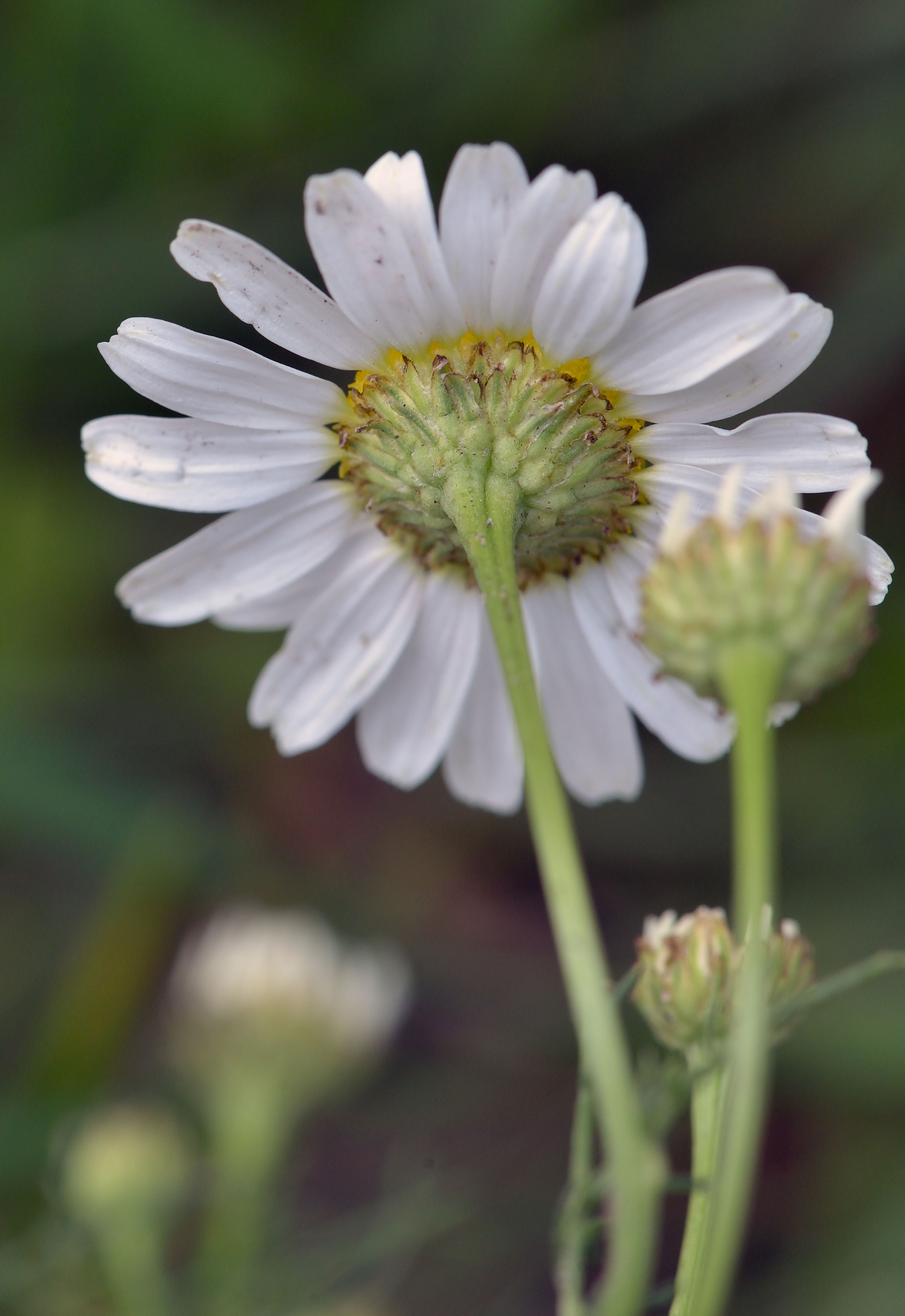
Omwindsel
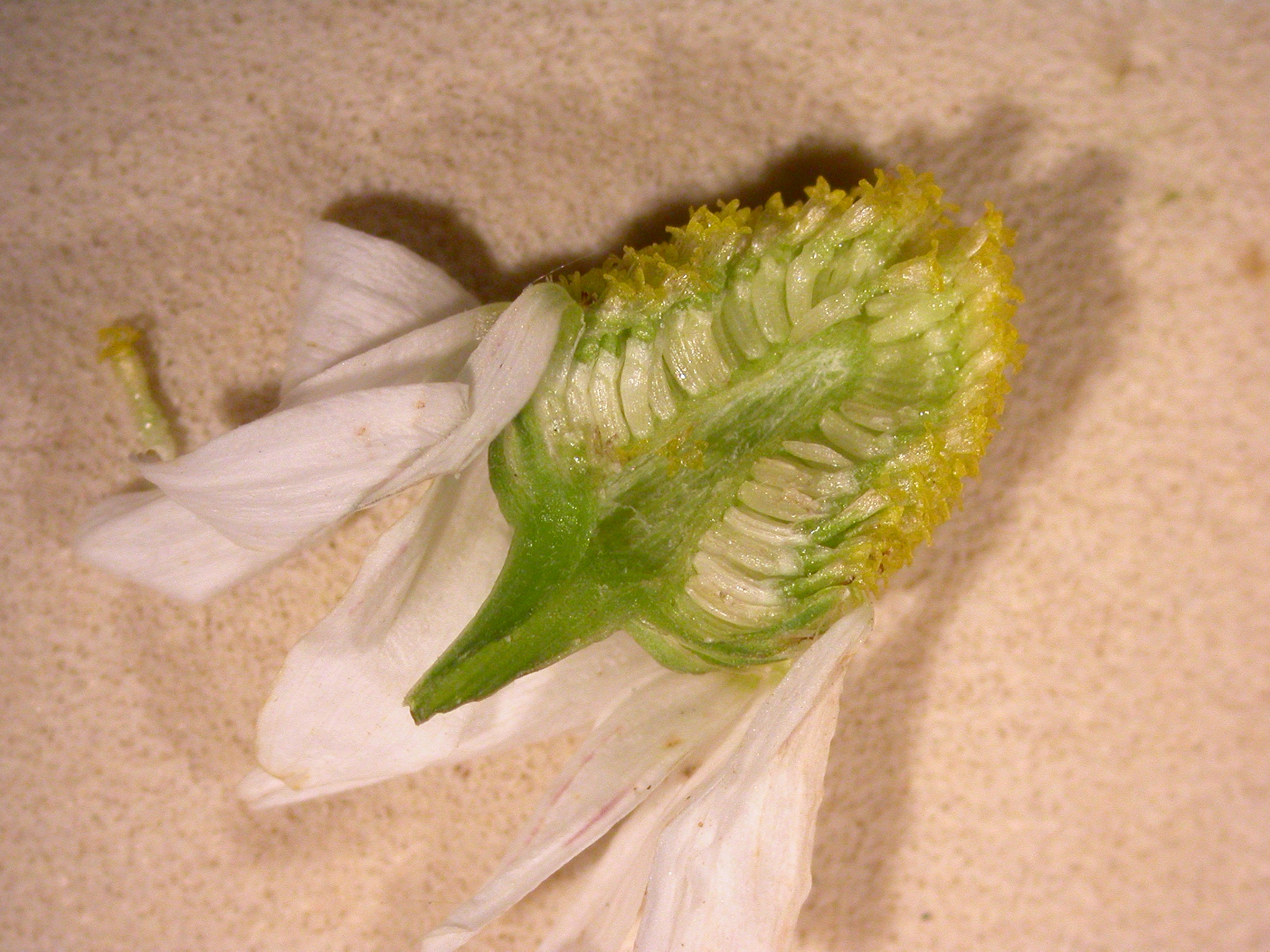
Holle bloembodem
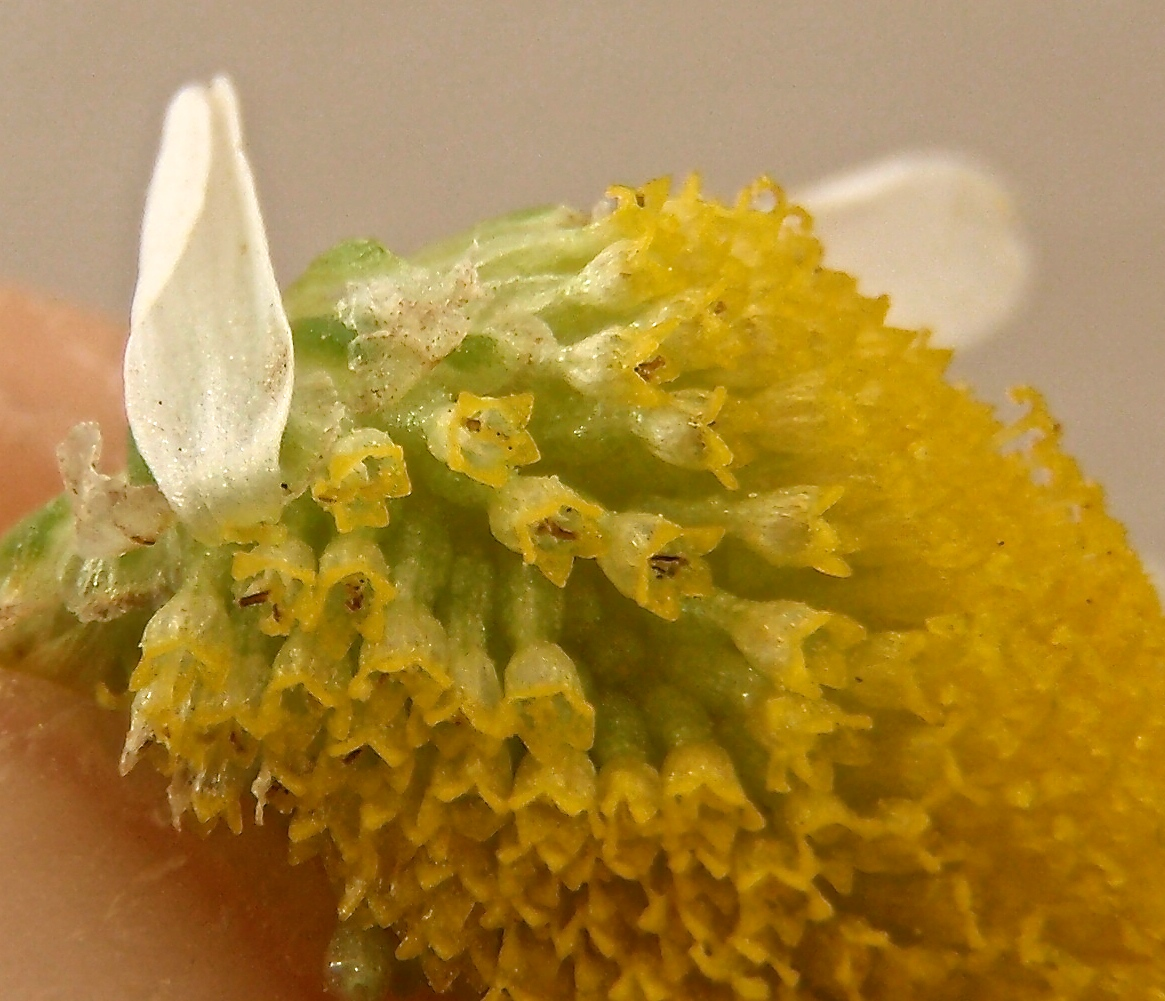
Buisbloemen
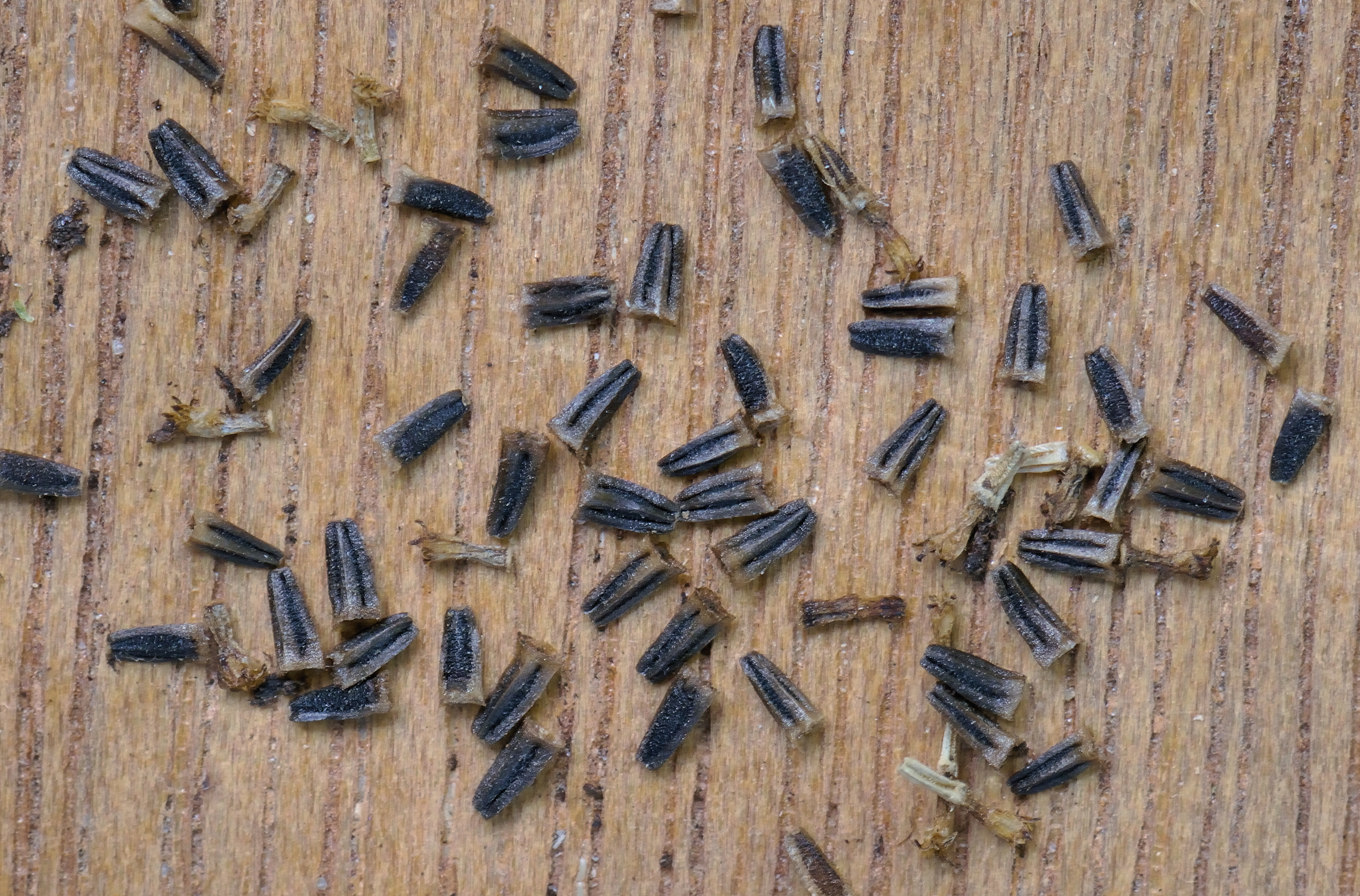
Nootjes

## Wetenschappelijke naam
Linnaeus nam in 1753 in Species plantarum vijf soorten op in het geslacht Matricaria. Twee daarvan, M. parthenium (moederkruid) en M. argentea (nu Tanacetum sericeum (Adams) Sch. Bip.), worden al lang niet meer in dit geslacht geplaatst maar in Chrysanthemum sensu lato. De overige drie zijn M. maritima, M. chamomilla en M. recutita. Op grond van de beschrijvingen die Linnaeus citeerde is de eerste de reukeloze kamille, de laatste is de echte kamille. Onder M. chamomilla zijn in 1753 verwijzingen te vinden naar beschrijvingen waarvan sommige betrekking hebben op de reukeloze kamille, andere op de echte kamille. In 1755 corrigeerde Linnaeus dit in de tweede druk van zijn Flora Suecica, door alle elementen die verwezen naar de reukeloze kamille te verplaatsen van Matricaria chamomilla naar M. inodora, en door de determinatie zodanig aan te passen dat die beter overeenkwam met de echte kamille. Aan Matricaria recutita gaf hij de overbodige nieuwe naam M. suaveolens. In de tweede druk van Species plantarum (1763) en in zijn latere werken bleef Linnaeus bij die veranderingen. Al snel concludeerden de meeste auteurs dat M. chamomilla en M. suaveolens dezelfde soort waren, waardoor de naam Matricaria chamomilla, als oudste van die twee, in zwang raakte voor de echte kamille.
Als voor een taxon twee namen tegelijk geldig gepubliceerd worden, zoals in het geval van Matricaria chamomilla en M. recutita, dan is het volgens de regels van de ICN (voorheen ICBN) formeel zo dat de eerste auteur die een keuze tussen de twee maakt, gevolgd moet worden. Volgens Applequist was de eerste die dit deed Visiani in 1844, toen die M. recutita in de synonymie van M. chamomilla plaatste.
Hoewel de naam Matricaria chamomilla lange tijd in zwang was voor de echte kamille, hebben in de twintigste eeuw verschillende auteurs betoogd dat de naam M. recutita gebruikt zou moeten worden, gezien de onduidelijkheid in de protoloog van M. chamomilla, en omdat die laatste naam daardoor feitelijk niet meer was dan een synoniem voor M. maritima. In 1974 wees Grierson "Clifford Herbarium 415 Matricaria 1" (BM) aan als lectotype voor de naam M. chamomilla. Daarmee is de naam Matricaria chamomilla L. ondubbelzinnig verbonden aan een specimen dat (een jong exemplaar van) de echte kamille vertegenwoordigt. Met de naam gefixeerd aan een type en de keuze tussen twee beschikbare en even oude namen gemaakt, is de geldige naam voor de soort in Matricaria dan Matricaria chamomilla L.
Onduidelijkheid over het type van het geslacht Matricaria leidde ertoe dat de echte kamille ook wel in een ander geslacht werd geplaatst, als de opvatting van een auteur was dat de soort niet in hetzelfde geslacht als de reukeloze kamille thuishoorde. In 1925 wees M.L. Green M. chamomilla aan als lectotype van het geslacht maar in 1961 wees E.G. Pobedimova die keuze af omdat de diagnose ervan (in Species plantarum, 1753) in strijd was met de beschrijving door Linnaeus van het geslacht (in Genera plantarum ed. 5, 1754), en wees M. recutita aan als typesoort. Inmiddels is M. recutita vastgelegd als typus conservandus van het geslacht Matricaria in Appendix III van de ICN. Zolang M. chamomilla en M. recutita als synoniemen worden beschouwd, kan de echte kamille dus uitsluitend in een ander geslacht worden geplaatst als het hele geslacht Matricaria komt te vervallen.

### Synoniemen
- Chamomilla chamomilla (L.) Rydb. nom. inval.
  - Chamaemelum chamomilla (L.) E.H.L. Krause
  - Chrysanthemum chamomilla (L.) Bernh.
  - Chamomilla vulgaris Gray
- Matricaria recutita L.
  - Chamomilla recutita (L.) Rauschert
  - Matricaria chamomilla L. var. recutita (L.) Fiori
  - Matricaria suaveolens L. nom. superfl.
  - Chrysanthemum suaveolens (L.) Cav. nom. superfl.
  - Matricaria chamomilla f. suaveolens Fiori & Paol.

## Ecologie
Echte kamille komt voor op open, vochtige tot droge, betreden of omgewerkte grond. Wat de zuurtegraad of bodemtextuur betreft, is de soort weinig kieskeurig. Omdat een groot gedeelte van de zaden in de bodem lang kiemkrachtig blijft, domineert echte kamille dikwijls de pioniersbegroeiing in het eerste jaar na braakligging van de akker. Eenzelfde verschijnsel doet zich frequent voor op plaatsen waar hopen teelaarde zijn gedeponeerd. Verder komt echte kamille voor in beschadigde of recent aangelegde bermen, in tuinen en plantsoenen en allerlei open, jonge begroeiingen. Tijdelijk kan de soort een opvallende plaats innemen in pas aangelegde graslanden of gazons.

## Gebruik

### Medisch
Van de gedroogde echte kamille wordt thee gezet voor onder meer mondspoeling. Door het hogere percentage blauwe azuleen en bisabolol heeft de olie ontstekingsremmende eigenschappen en wordt deze in zalfjes verwerkt. De etherische olie wordt met stoomdistillatie uit de bloemhoofdjes gewonnen. Verder komen talrijke flavonen en flavonolen in de plant voor. De bittere smaak wordt veroorzaakt door sesquiterpeenlactonen.

### Afweerkruid
In het volksgeloof in de middeleeuwen was de werking van de plant het grootst als hij voor Sint Jansdag werd geplukt. Na die datum zou hij schadelijk zijn bij gebruik, omdat hij door heksen zou zijn besprenkeld. Ook zou de plant heksen weghouden als hij aan het huis werd gehangen.

## Andere namen
Zere-ogenbloem, kleine kamille, Duitse kamille, veldkamille, epelijn.